# Swarovski
Swarovski AG ([svaˈʀɔfski]ⓘ) is een Oostenrijks bedrijf dat voornamelijk luxegoederen produceert. Naast de meer bekende afdeling voor kristalbewerking, produceert het bedrijf ook verrekijkers, telescopen en geweerkijkers onder de naam Swarovski Optik, slijpmiddelen en boren onder de naam Tyrolit.

## Geschiedenis
Daniel Swarovski werd op 24 oktober 1862 geboren in het Tsjechische Bohemen als zoon van een glasbewerker. Op deze manier werd Swarovski van jongs af aan ondergedompeld in de stiel; in 1892 verkreeg hij zelfs een patent op een nieuwe snijmachine, waardoor het productieproces van kristalglas minder tijd in beslag nam.
In 1895 richtte Swarovski samen met Armand Kosman en Franz Weis het Swarovskibedrijf op, met als oorspronkelijke naam A. Kosman, Daniel Swartz & Co. (nadien verkort naar K.S. & Co.). Het bedrijf maakte gebruik van lokaal geproduceerde hydro-elektrische energie voor de energie-intensieve processen zoals slijpen.
Sinds 2022 is het bedrijf niet langer in handen van de familie van Daniel Swarovski, maar de familie wordt wel vertegenwoordigd in de raad van bestuur door Daniels achterkleindochter, Nadja Swarovski en zangeres en presentatrice Victoria Swarovski is de erfgename van het Swarovski fortuin.

## Producten

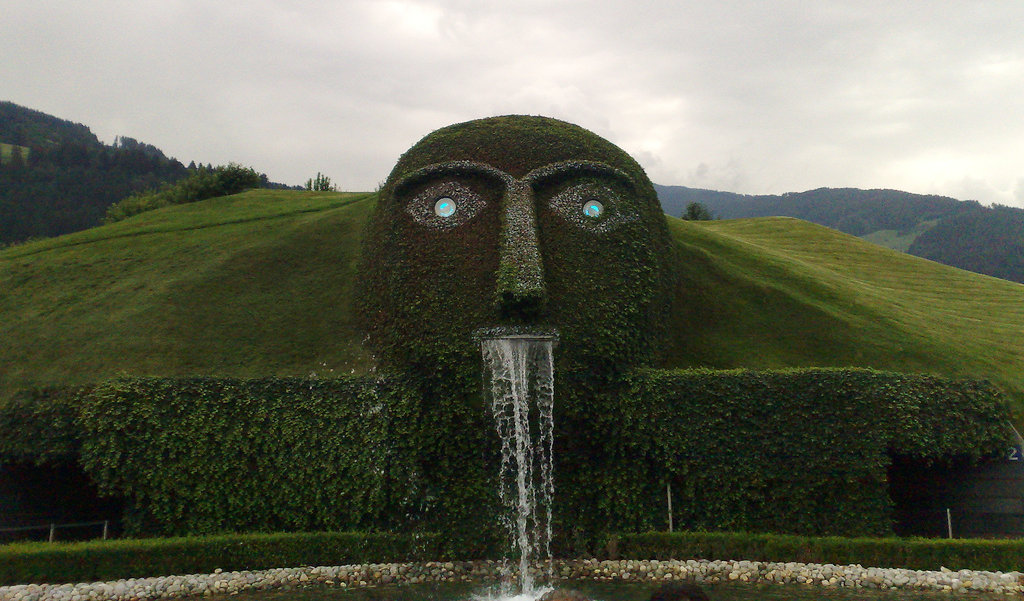
Een beeld in het midden van Kristallwelten

Swarovski staat veelal synoniem voor luxegoederen, zoals kristalglassculpturen, juwelen en haute couture. Op elke sculptuur staat het bedrijfslogo: oorspronkelijk was dit een edelweiss, sinds 1988 gaat het om de afbeelding van een zwaan.
Het bedrijf heeft ook een eigen museum, Swarovski Kristallwelten in Wattens. In het museum staat alles in het teken van kristal(len) en kristalbewerking.
Naast luxegoederen worden door het bedrijf ook andere producten geproduceerd. Zo worden door de divisie Swarovski Optik van het bedrijf optische instrumenten vervaardigd.

## Galerij

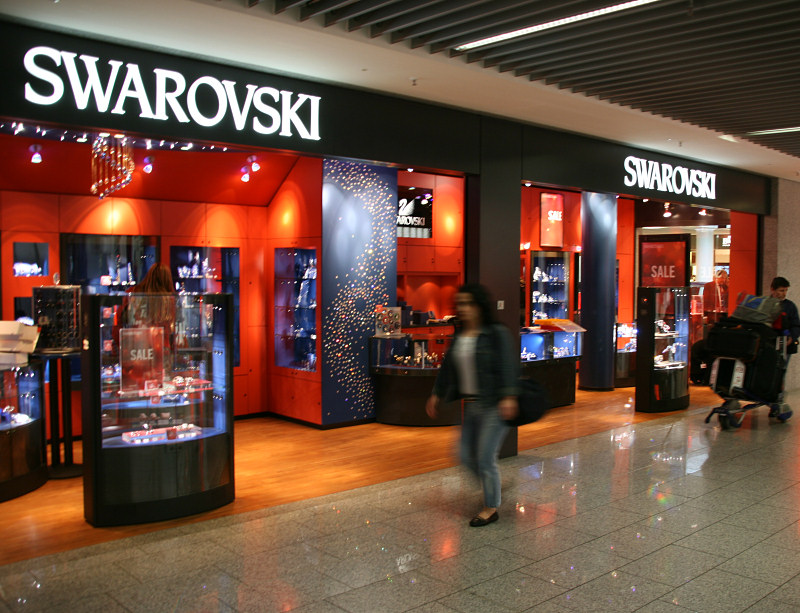
Swarovskiwinkel in Frankfurt
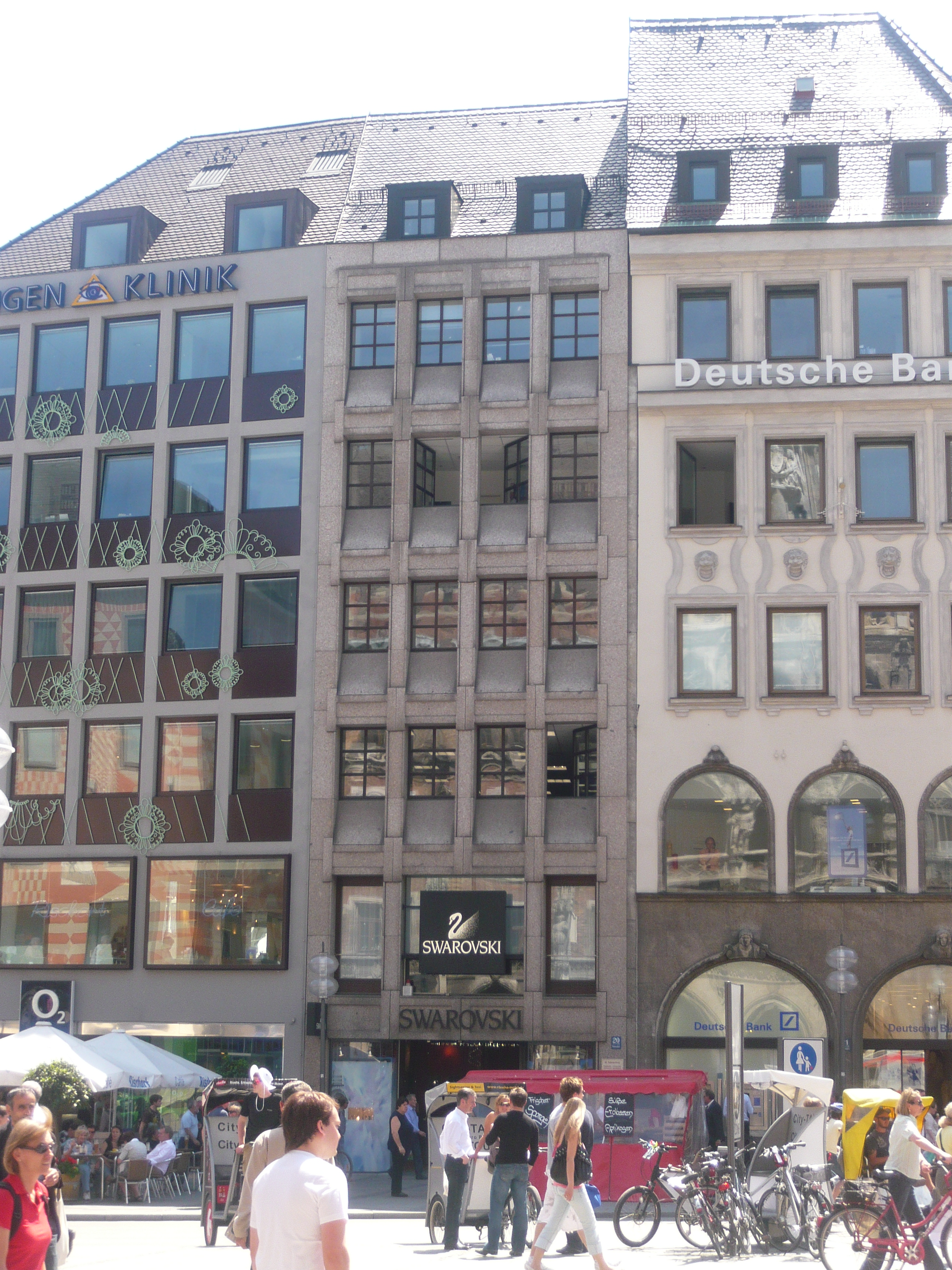
Swarovskiwinkel in München
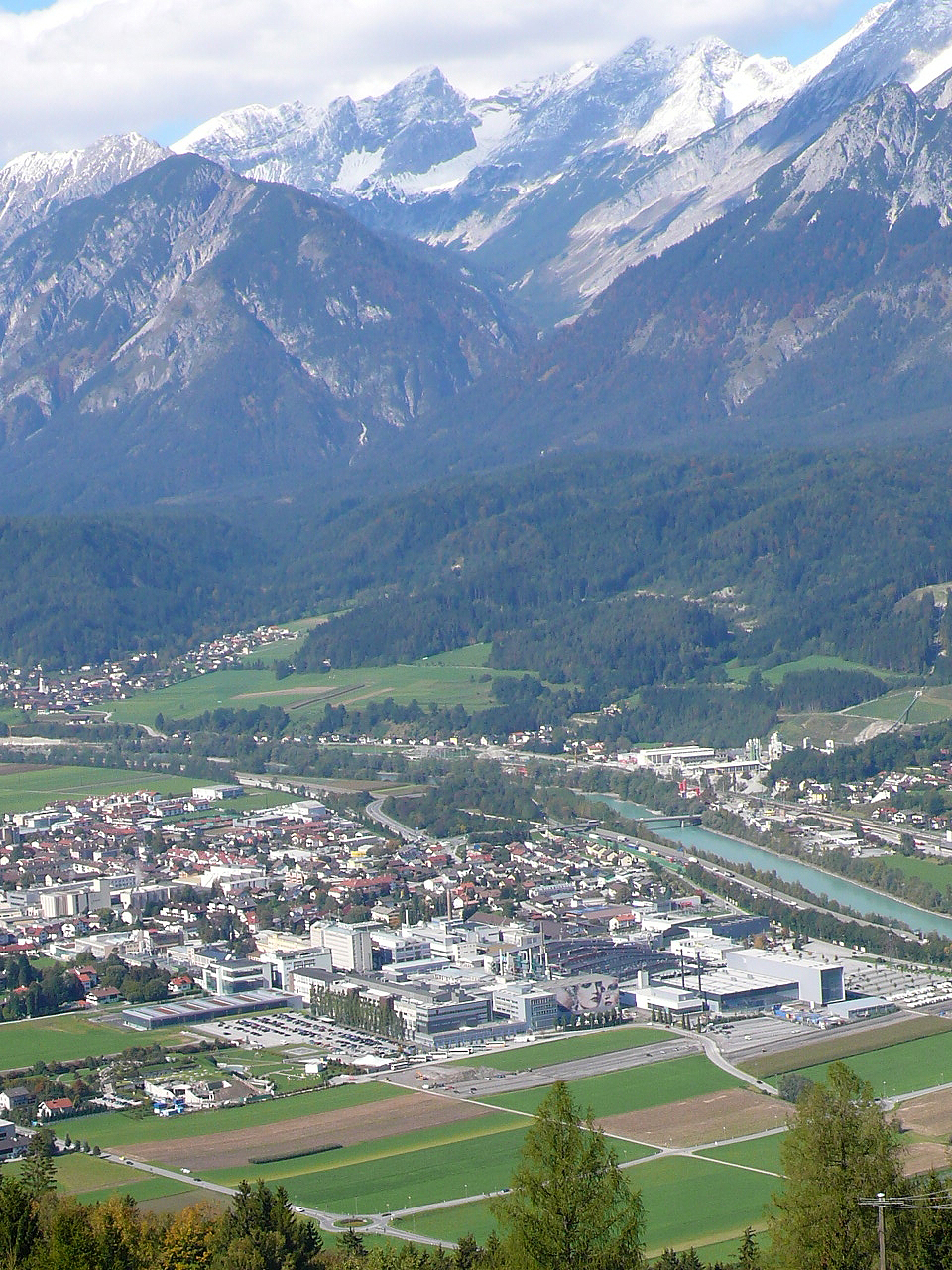
Swarovski Wattens
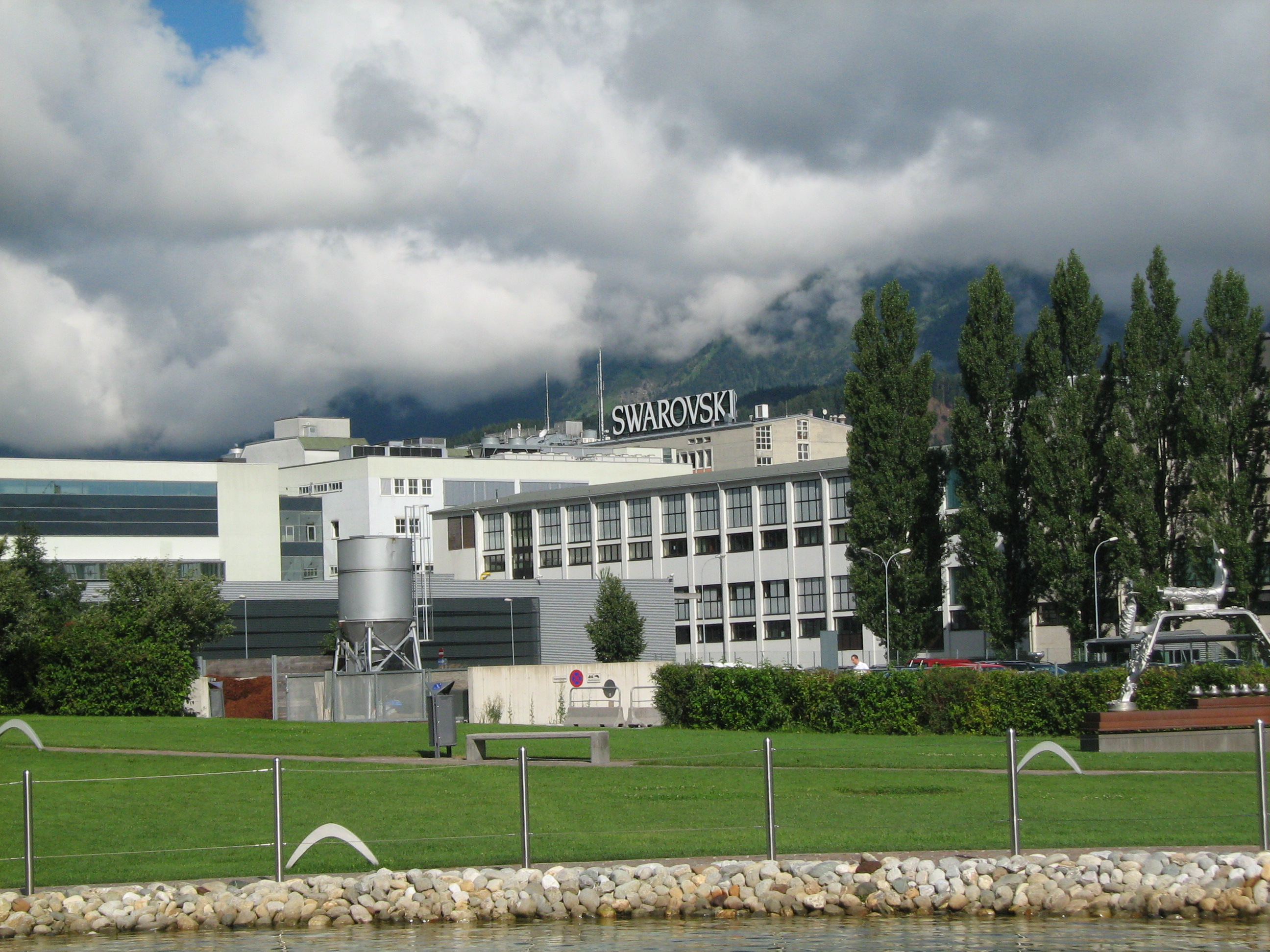
De fabriek in Wattens
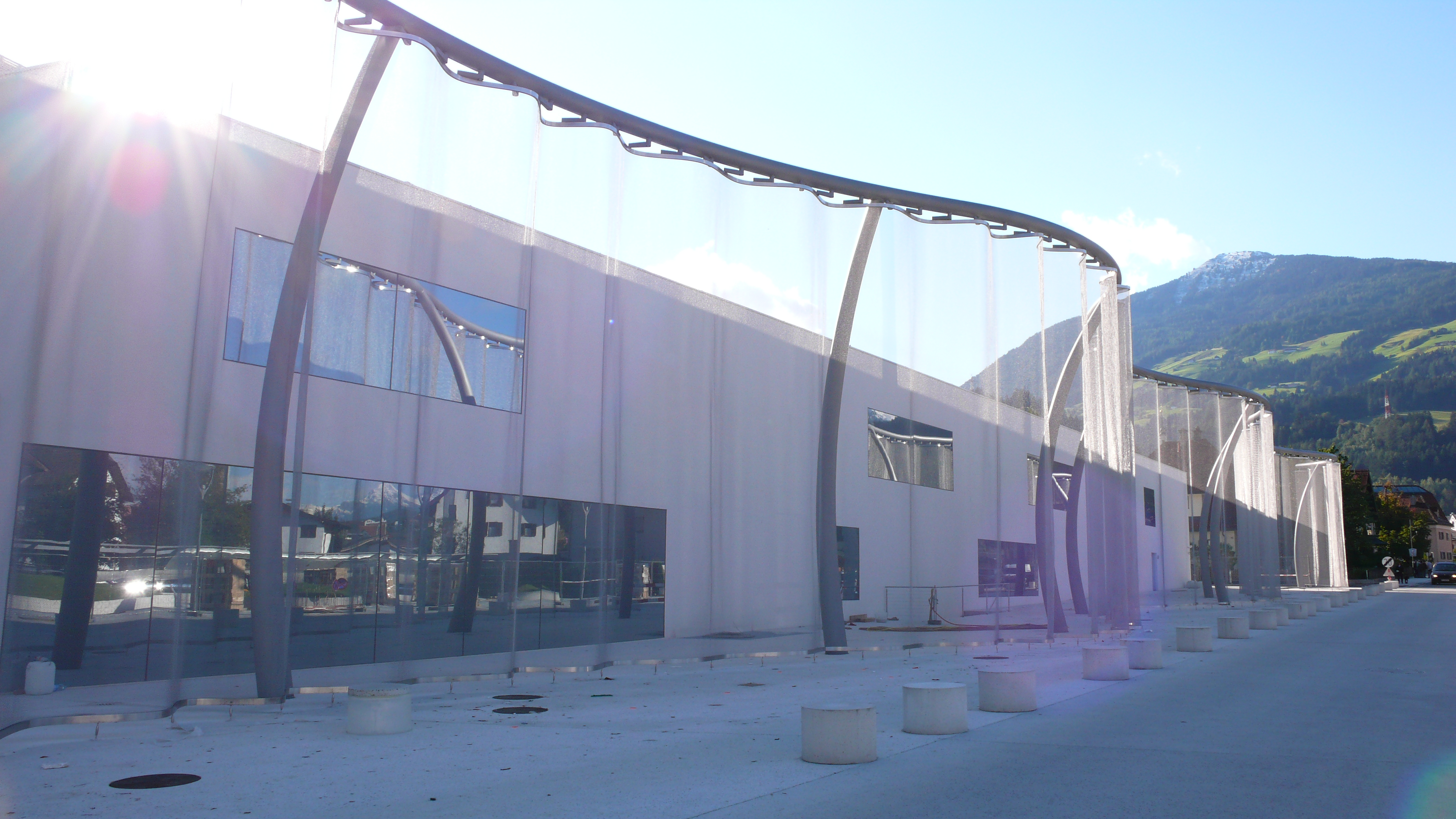
Swarovskistraße in Wattens